# El Economista (México)
El Economista es un periódico mexicano publicado de lunes a viernes en la Ciudad de México, enfocado a la información económica, financiera y política, aunque también maneja datos culturales, deportivos, internacionales y de opinión. Distribuye 40 mil ejemplares diarios y al 2019 cuenta con una audiencia de 145,743 lectores. 
Es una herramienta para la dirección, manejo de negocios y del patrimonio personal de hombres y mujeres de negocios.
Desde 2008 pertenece a Nacer Global, empresa que agrupa a empresas tecnológicas, de construcción e infraestructura, comunicación y educación como Universidad ICEL, y recientemente celebró su aniversario número 30 con la emisión de un boleto especial de lotería y eventos conmemorativos

## Historia
El Economista fue fundado en Ciudad de México el 5 de diciembre de 1988 por Luis Enrique Mercado, periodista especializado en economía, y Martín Casillas de Alba, quien fue director editorial, editor del suplemento “La Plaza” y autor de la columna “Juego de espejos” hasta 1994.
En diciembre del 2008, el periódico fue adquirido por la empresa Nacer Global.[cita requerida]

## Contenido

### Secciones y suplementos
En su edición impresa, el periódico se compone de las siguientes secciones:
- En Primer Plano
- Valores y Dinero
- Termómetro  Económico
- Empresas y Negocios
- El Empresario
- Urbes y Estados
- Arte, Ideas y Gente
- Internacionales
- Política y Sociedad
- DxT
- El Foro

Además, complementa su información con notas de interés periodístico en temas como arte, cultura, deportes, opinión y tecnología.
El Economista publica los siguientes suplementos: 
- Legal: Reportajes, entrevistas, perfiles y opiniones sobre los temas más actuales del mundo jurídico.
- Los Políticos: Actualidad del panorama político del país.
- Autos: Una guía inteligente del mundo motorizado.
- Estrategias: Herramientas de ahorro e inversión.
- Energía: Suplemento especial con las formas y tendencias del recurso.
- Universidades: Consejos, modelos e indicadores de la educación superior.
- Uniones: Brinda los datos y los temas más sobresalientes sobre las uniones de crédito. Asimismo, los créditos o financiamientos que proporcionan los mejores términos.
- Previsión: Información para fomentar la prevención y protección del ahorro. Presenta las mejores alternativas para invertir en seguridad, salud o el retiro
- Convención bancaria: Entrevistas a altos funcionarios pertenecientes al sector, para conocer la situación actual de la Banca y sus perspectivas.
- Transporte: La perspectiva en México sobre el transporte de pasajeros, de carga, logística, ferroviario, aéreo y marítimo, además del análisis profundo del sector.
- Industria automotriz: Análisis y estadísticas sobre el desarrollo de la industria; entrevistas y reportajes sobre empresas y líderes en el segmento. Abarca las operaciones de terminales, ensamble, proveedores, distribuidores y todos los involucrados en la cadena productiva.

Publica también las revistas "Horloger" (de alta relojería) y "Equestrian Archivado el 15 de agosto de 2019 en Wayback Machine." (estilo de vida y tendencias de actualidad).  
Finalmente, "El Economista Club" es un programa especial para los suscriptores que ofrece beneficios como conferencias, catas de vino y eventos especiales. 

### Edición en línea
La página web de El Economista incluye una sección de blogs con temas económicos y políticos de los editores y colaboradores:
- Caja Fuerte, de Luis Miguel González
- Economicón, de José Soto Galindo
- La Gran Depresión, de Enrique Campos Suárez
- Café Político, de José Fonseca
- El Privilegio de Opinar, de Manuel Ajenjo
- Debate Económico, de Bruno Donatello
- Economía y Sociedad, de Sergio Mota Marín
- Ricos y Poderosos, de Marco A. Mares
- TIC y Desarrollo, de José F. Otero
- Más Allá de Cantarell, de Pablo Zárate
- Inteligencia Competitiva, de Ernesto Piedras
- Las Horas Perdidas, de Ricardo García Mainou
- Planetario, de José Manuel Valiñas
- A la cuenta de tres, de Yolanda Morales

El sitio en línea posee las secciones: Empresas, Mercados, Economía, Sector Financiero, Estados, Política, Internacionales, Finanzas Personales, Gestión, Tecnología, Turismo, Arte e Ideas, Deportes, Capital Humano, AMLO 2018-2024 y Ranking De Medios.
Por último, en su sección de cartones tiene a los ilustradores Nerilicón, Perujo y Chavo del Toro.

## Alianzas  y colaboraciones
El Economista es socio de la Asociación de Internet.mx, el despacho multidisciplinario Mero Mole, la revista Algarabía, América Economía y de los diarios económicos españoles Cinco Días y Expansión. También pertenece a la plataforma vLex de España; Red Iberoamericana de Prensa Económica (RIPE), junto con los diarios The Washington Post, de Estados Unidos; La República, de Colombia; El Mundo, de Venezuela; El Observador, de Uruguay; Diario Gestión, de Perú; Cronista, de Argentina; Valor Económico, de Brasil; Diario Financiero, de Chile, y 5 Días, de Paraguay; esto además de la revista Capital, de Chile. 